# Anthurium hebetatum
Anthurium hebetatum är en kallaväxtart som beskrevs av Thomas Bernard Croat. Anthurium hebetatum ingår i släktet Anthurium och familjen kallaväxter. Inga underarter finns listade.